# Bolek a Lolek
Bolek a Lolek je polský animovaný televizní seriál poprvé vysílaný roku 1963. Vznikl ve Studiu kreslených filmů v Bílsku-Bělé, které připravilo jeho několik sérií. Vysílal se rovněž v Československu, a to nejprve jako Večerníček.
Hlavními postavami jsou dva chlapci pojmenovaní Bolek (Bolesław/Boleslav) a Lolek (Karol/Karel), kteří zažívají uvěřitelná i neuvěřitelná dobrodružství. Autorem původního nápadu na realizaci Bolka a Lolka je Wladyslaw Nehrebecký, kterého k sérii uličnických příhod inspirovali jeho dva synové. Jména postav vycházela z nedochovaného stejnojmenného filmu z roku 1936, kde postavy Lolka Charkiewicze a Bolka Cybucha v dvojroli hrál Adolf Dymsza.

## Přehled sérií a dílů

### Bolek a Lolek
První seriál Bolka a Lolka, v originále Bolek i Lolek, obsahuje 13 epizod po 10 minutách z let 1963–1964
1. Lukostřelci (Kusza, režie Władysław Nehrebecki, 1963)
2. Yeti (Yeti, režie Leszek Lorek, 1963)
3. Hra na kovboje (Kovbojové, Dzielni kowboje, režie Stanisław Dulz, 1963)
4. Zkřížené šavle (Skrzyżowane szpady, režie Wacław Wajser, 1963)
5. Krotitel zvířat (Pogromca zwierząt, režie Edward Wątor, 1963)
6. Korida (Corrida, režie Lechosław Marszałek, 1963)
7. Indiánská trofej (Indiańskie trofeum, režie Alfred Ledwig, 1964)
8. Kosmonauti (Kosmonauci, režie Leszek Lorek, 1964)
9. Král pouště (Król puszczy, režie Alfred Ledwig, 1964)
10. Robinson (Robinson, režie Stanisław Dulz, 1964)
11. Hledači pokladů (Poławiacze skarbów, režie Lechosław Marszałek, 1964)
12. Sportovci (Sportowcy, režie Wacław Wajser, 1964)
13. Dva rytíři (Dwaj rycerze, režie Władysław Nehrebecki, 1964)

### Bolek a Lolek na prázdninách
Druhý seriál Bolka a Lolka, v originále Bolek i Lolek na wakacjach, obsahuje 13 epizod po 10 minutách z let 1965–1966. Pořadí dílů podle ČSFD
1. První den prázdnin (Pierwszy dzień wakacji, režie Alfred Ledwig, 1965)
2. Houbaři (Sběh hub, Grzybobranie, režie Leszek Lorek, 1965)
3. Lov a rybolov (Puška a udice, Strzelba i wędka, režie Władysław Nehrebecki, 1965)
4. Nepravý dědek (Falešný dědek, Fałszywy dziadek, režie Stanisław Dulz, 1965)
5. Hra na rytíře (Zabawa w rycerza, režie Lechosław Marszałek, 1965)
6. Táboření (Bivak, Na biwaku, režie Wacław Wajser, 1965)
7. Žirafa (Żyrafa, režie Józef Byrdy, 1966)
8. Dobrodružství na poušti (V poušti, Przygoda w pustyni, režie Lechosław Marszałek, 1966)
9. Dobrodružství na moři (Příhody na moři, Morska przygoda, režie Władysław Nehrebecki, 1966)
10. Autostop (Autostopaři, Autostopowicze, režie Edward Wątor, 1966)
11. Poklad (Skarb, režie Wacław Wajser, 1966)
12. Pytlák (Kłusownik, režie Stanisław Dulz, 1966)
13. Lunapark (Luna-park, režie Edward Wątor, 1965)

### Bolek a Lolek vyrážejí do světa
Třetí seriál Bolka a Lolka, dříve uváděný pod názvem Bolek a Lolek vyjíždějí do světa, v originále Bolek i Lolek wyruszają w świat, obsahuje 18 epizod po 9 minutách z let 1968–1970
1. Ve stepích Austrálie (V Australských stepích, W stepach Australii, reżie Lechosław Marszałek, 1968)
2. Po stopách bengálského tygra (Na tropach bengalskiego tygrysa, režie Wacław Wajser, 1968)
3. Na ostrovech Polynésie (Na wyspach Polinezji, režie Władysław Nehrebecki, 1968)
4. Zlaté město Inků (Złote miasto Inków, režie Stanisław Dulz, 1968)
5. Závod k pólu (Wyścig do bieguna, režie Bronisław Zeman, 1968)
6. V pralesích Kanady (V pouštích Kanady, W puszczach Kanady, režie Zdzisław Kudła, 1968)
7. Hon na gorilu (Polowanie na goryla, režie Edward Wątor, 1969)
8. Na úpatí Kilimandžára (Na úpatí Kilimandžáro, Na stokach Kilimandżaro, režie Zdzisław Kudła, 1969)
9. Olympiáda v Mexiku (Olimpiada w Mexico, režie Józef Byrdy, 1969)
10. V kraji tisíce a jedné noci (V krajině tisíce a jedné noci, W Krainie 1001 Nocy, režie Władysław Nehrebecki, 1969)
11. Na poušti Gobi (W piaskach Gobi, režie Lechosław Marszałek, 1969)
12. Velká cena Argentiny (Gran Premio Argentina, Gran Premio Argentyny, režie Wacław Wajser, 1969)
13. Na divokém západě (Na Dzikim Zachodzie, režie Stanisław Dulz, 1970)
14. Hrobka faraonů (Hrobka Faraónů, Grobowiec faraona, režie Zdzisław Kudła, 1970)
15. Lovci bizonů (Łowcy bizonów, režie Władysław Nehrebecki, 1970)
16. Nad Orinokem (Nad Orinoko, Nad Orinoko, režie Edward Wątor, 1970)
17. Po stopách Yetiho (Na tropach yeti, režie Lechosław Marszałek, 1970)
18. Pašerák (Przemytnik, režie Józef Ćwiertnia, 1970)

### Pohádky Bolka a Lolka
Čtvrtý seriál Bolka a Lolka, v originále  Bajki Bolka i Lolka, obsahuje 13 epizod po 9 minutách z let 1970–1971. Pořadí podle ČSFD, názvy podle ČSFD, v závorce alternativní názvy z uvedení v České televizi a na DVD
1. Kouzelné zrcadlo (Čarodějovo zrcadlo, Czarodziejskie lustro, režie Alfred Ledwig, 1971)
2. Drak (Hraví rytíři, Smok, režie Edward Wątor, 1971)
3. Zakletý zámek (Zloděj, Zaklęty zamek, režie Wacław Wajser, 1971)
4. Popelčin střevíček (Popelka, Pantofelek Kopciuszka, režie Bronisław Zeman, 1971)
5. Uvězněná princezna (Zachraňte princeznu!, Uwięziona królewna, režie Władysław Nehrebecki, 1971)
6. Ošklivé kačátko (Brzydkie kaczątko, režie Lechosław Marszałek, 1971)
7. Baba Jaga (Jaká čarodějnice?, Baba Jaga, režie Edward Wątor, 1971)
8. Sněhová královna (Nevěř Sněhové královně, Królowa Śniegu, režie Zdzisław Kudła, 1971)
9. O Palečkovi (Dobrodružství Bolka Palečka, Tomcio Paluch, režie Wacław Wajser, 1971)
10. Aladinova lampa (Aladdinova kouzelná lampa, Lampa Aladyna, režie Wacław Wajser, 1971)
11. Létající kufr (Kouzelná létající truhla, Latający kufer, režie Alfred Ledwig, 1971)
12. Zlatá rybka (Pochybný přítel, Złota rybka, režie Wacław Wajser, 1970)
13. Červená Karkulka (Karkulka, Czerwony Kapturek, režie Stanisław Dulz, 1971)

### Dobrodružství Bolka a Lolka
Pátý seriál Bolka a Lolka, v originále Przygody Bolka i Lolka, obsahuje 63 epizod po 10 minutách z let 1972–1980
Česká televize uvedla 58 dílů seriálu Pohádky Bolka a Lolka a Dobrodružství Bolka a Lolka pod společným názvem Bolek a Lolek
1. Bolavé zuby (Chory ząb, režie Stanisław Dulz, 1972)
2. Deštivé prázdniny (Deszczowe wakacje, režie Bronisław Zeman, 1972)
3. Pejsek (Psiaczek, režie Wacław Wajser, 1972)
4. Tola zůstává (Tola, režie Józef Ćwiertnia, 1973)
5. Táboření s Tolou (Biwak, režie Stanisław Dulz, 1973)
6. Výlet do hor (Wycieczka w góry, režie Wacław Wajser, 1973)
7. Den u jezera (Nad jeziorem, režie Wacław Wajser, 1973)
8. Krkavec (Kruk, režie Stanisław Dulz, 1973)
9. V lese (W puszczy, režie Zdzisław Kudła, 1973)
10. To je auto! (Wycieczka samochodem, režie Stanisław Dulz, 1973)
11. Skákal pes (Sierpniowa wędrówka, režie Wacław Wajser, 1973)
12. Ospalý medvěd (Zimowe igraszki, režie Zdzisław Kudła, 1973)
13. Co stoupá, to i padá (Zdobywcy przestworzy, režie Stanisław Dulz, 1973)
14. Opička (Malá opička, Małpka, režie Wacław Wajser, 1973)
15. Zimní soutěž (Zimní zápolení, Zimowe zawody, režie Franciszek Pyter, 1974)
16. Při táboření vyhládne (Śniadanie na biwaku, režie Edward Wątor a Romuald Kłys, 1974)
17. Narozeniny Toly (Tola má narozeniny, Imieniny Toli, režie Edward Wątor, 1974)
18. Oheň (Pali się, režie Wacław Wajser, 1974)
19. Tajemství Toly (Tajemnica Toli, režie Władysław Nehrebecki, 1974)
20. Den na venkově (Zielone ścieżki, režie Franciszek Pyter, 1974)
21. Kanárek (Kanarek, režie Władysław Nehrebecki, 1974)
22. Dobrodružství pod vodou (Podwodna wycieczka, režie Stanisław Dulz, 1974)
23. Přespolní běh (Bieg na przełaj, režie Wacław Wajser, 1974)
24. Táboření na statku (Wakacje na wsi, režie Zdzisław Kudła, 1974)
25. Vycvičte toho psa! (Tresowany piesek, režie Władysław Nehrebecki, 1974)
26. Jedno kolo nestačí (Przygoda na dwóch kółkach, režie Edward Wątor a Romuald Kłys, 1974)
27. Kapitán a jeho posádka (Na żaglówce, režie Wacław Wajser, 1974)
28. Ztracená holčička (Zgubiony ślad, režie Edward Wątor, 1974)
29. Hříbě (Źrebak, režie Stanisław Dulz, 1974)
30. Šikulové (Wielki mecz, režie Józef Byrdy, 1974)
31. Smutný čáp (Bocian, režie Wacław Wajser, 1975)
32. Přátelé bobři (Przyjaciele bobrów, režie Edward Wątor a Romuald Kłys, 1975)
33. Fotografové divočiny ( Wycieczka kajakiem, režie Edward Wątor a Romuald Kłys, 1975)
34. Tajný plán (Tajemniczy plan, režie Wacław Wajser, 1975)
35. Malí fotografové (Fotoreporter, režie Edward Wątor a Romuald Kłys, 1975)
36. Soutěž draků (Soutěž létajících draků, Zawody latawców, režie Wacław Wajser, 1975)
37. Škola není! (Wagary, režie Romuald Kłys, 1976)
38. Koloušek (Srna, Sarenka, režie Wacław Wajser, 1976)
39. Skautka (Harcerska warta, režie Ryszard Lepióra, 1976)
40. Muzikanti (Hudebníci, Muzykanci, režie Eugeniusz Kotowski, 1976)
41. Prázdniny u moře (Wakacje nad morzem, režie Romuald Kłys, 1976)
42. Malí zahradníci (Mali ogrodnicy, režie Ryszard Lepióra, 1976)
43. Jdi svou cestou (Zmylony trop, režie Romuald Kłys, 1976)
44. Děti divokého západu (Kowboj i Indianie, režie Romuald Kłys, 1976)
45. Schovávaná (Zabawa w chowanego, režie Jan Hoder, 1977)
46. Prázdninové cesty (Wakacyjne szlaki, režie Ryszard Lepióra, 1977)
47. (Wędrowny cyrk, režie Józef Byrdy, 1977)
48. (Wiosenne porządki, režie Edward Wątor, 1977)
49. (Pocztowy gołąb, režie Romuald Kłys, 1977)
50. (Lotnia, režie Wacław Wajser, 1977)
51. (Morska wyprawa, režie Stanisław Dulz, 1977)
52. (Prima aprilis, režie Edward Wątor, 1977)
53. (Wiosenna burza, režie Wacław Wajser, 1977)
54. (Byczek, režie Ryszard Lepióra, 1978)
55. (Cygański wóz, režie Romuald Kłys, 1978)
56. (Imieniny mamy, režie Wacław Wajser, 1978)
57. (Czarna bandera, režie Józef Byrdy, 1978)
58. (Poduszkowiec, režie Ryszard Lepióra, 1978)
59. (Wycieczka z robotem, režie Józef Ćwiertnia, 1978)
60. (Lolek lunatyk, režie Eugeniusz Kotowski, 1979)
61. (Lotnicza przygoda, režie Stanisław Dulz, 1979)
62. (Zaginął piesek, režie Wacław Wajser, 1979)
63. (Chrzest na równiku, režie Eugeniusz Kotowski, 1980)

### Bolek a Lolek na Divokém západě
Šestý seriál Bolka a Lolka, v originále Bolek i Lolek na Dzikim Zachodzie, obsahuje 7 epizod po 10 minutách z let 1971–1972. Zajímavostí je, že v roce 1986 byly tyto epizody spojeny do celovečerního filmu – bylo dotočeno několik animovaných scén a přidán dabing herců
1. Obránci zákonů (Obrońcy prawa, režie Stanisław Dulz, 1972)
2. Postrach v Texasu (Postrach Teksasu, režie Stanisław Dulz, 1972)
3. Honička (Pościg, režie Władysław Nehrebecki, 1972)
4. Unesený expres (Porwany ekspres, režie Wacław Wajser, 1972)
5. Lupič koní (Koniokrad, režie Bronisław Zeman, 1972)
6. Po stopách (Tropiciele, režie Wacław Wajser, 1972)
7. Indiánský Bůh (Indiański bożek, režie Stanisław Dulz, 1972)

### Bolek a Lolek si hrají
Sedmý seriál Bolka a Lolka, dříve uváděný pod názvem Hry Bolka a Lolka, v originále Zabawy Bolka i Lolka, obsahuje 7 epizod po 10 minutách z let 1975–1976
1. Gokarty (Gokárty, Gokarty, režie Marian Cholerek, 1975)
2. Neobvyklý objev (Niezwykłe odkrycie, režie Zdzisław Kudła a Franciszek Pyter, 1975)
3. Hra na vojáky (Maszeruje wojsko, režie Wacław Wajser, 1975)
4. Malí filmaři (Mali filmowcy, režie Józef Byrdy, 1975)
5. Nešťastné vychovatelky (Niefortunne niańki, režie Edward Wątor, 1976)
6. Ochránci zvířat (Opiekunowie zwierząt, režie Romuald Kłys, 1976)
7. Černá dáma (Czarna dama, režie Wacław Wajser, 1976)

### Velké putování Bolka a Lolka
Osmý seriál Bolka a Lolka, v originále Wielka podróż Bolka i Lolka, obsahuje 15 epizod po 10 minutách z let 1978–1979. V Česku známé pouze ve stejnojmenném filmovém sestřihu
1. Testament Phileasa Fogga (režie Władysław Nehrebecki, 1978)
2. W Londynie (režie Władysław Nehrebecki, 1978)
3. Pechowy statek (režie Marian Cholerek, 1978)
4. Wioska 40 rozbójników (režie Stanisław Dulz, 1978)
5. Małpi król (režie Stanisław Dulz, 1978)
6. Syn wodza Mbu-Bu (režie Stanisław Dulz, 1978)
7. Podróż na słoniu (režie Władysław Nehrebecki, 1978)
8. Tajemnicza świątynia (režie Władysław Nehrebecki, 1978)
9. W służbie Buddy (režie Bronisław Zeman, 1979)
10. Ptak śmierci (režie Stanisław Dulz, 1979)
11. W głębinach oceanu (režie Zbigniew Stanisławski, 1979)
12. Rajska Wyspa (režie Józef Byrdy, 1979)
13. Dziki Zachód (režie Stanisław Dulz, 1979)
14. Powrót (režie Józef Byrdy, 1979)
15. Wyspa Bolka i Lolka (režie Stanisław Dulz, 1979)

### Bolek a Lolek mezi horníky
Devátý seriál Bolka a Lolka, v originále Bolek i Lolek wśród górników, obsahuje 7 epizod po 9 minutách z roku 1980
1. Strejda Karlík (Wuj Karlik, režie Stanisław Dulz, 1980)
2. Zelená hromada (Zielona hałda, režie Jan Hoder, 1980)
3. Kasička (Skarbnik, režie Romuald Kłys, 1980)
4. Barborka (Barbórka, režie Józef Byrdy, 1980)
5. Horníkem (Pasowanie na górnika, režie Ryszard Lepióra, 1980)
6. Ve starém dole (W starej kopalni, režie Romuald Kłys, 1980)
7. Černé zlato (Czarne złoto, režie Stanisław Dulz, 1980)

### Olympiáda Bolka a Lolka
Desátý seriál Bolka a Lolka, v originále Olimpiada Bolka i Lolka, obsahuje 13 epizod po 10 minutách z let 1983–1984. Pořadí podle ČSFD
1. Plavání (Żółty czepek, režie Stanisław Dulz, 1983)
2. Jachting (Żeglarstwo, režie Marian Cholerek, 1983)
3. Před olympiádou (Nim zapłonie znicz, režie Józef Ćwiertnia, 1984)
4. V Olympii (Igrzyska, režie Stanisław Dulz, 1984)
5. Odbíjená (Siatkówka, režie Romuald Kłys, 1984)
6. Cyklistika (Kolarstwo, režie Ryszard Lepióra, 1984)
7. Judo (Judo, režie Jan Hoder, 1983)
8. Šerm (Pojedynek, režie Józef Byrdy, 1984)
9. Lukostřelba (Zawody łucznicze, režie Józef Byrdy, 1983)
10. Skok do dálky (Skok w dal, režie Józef Ćwiertnia, 1984)
11. Slalom (Slalom, režie Stanisław Dulz, 1983)
12. Kopaná (Gol, režie Romuald Kłys, 1983)
13. Překážková dráha (Tor przeszkód, režie Romuald Kłys, 1983)

### Bolek a Lolek v Evropě
Jedenáctý seriál Bolka a Lolka, v originále Bolek i Lolek w Europie, obsahuje 5 epizod po 10 minutách z let 1983–1986
1. Duch zamku lorda MacIntosha (režie Bronisław Zeman, 1983)
2. W królestwie Posejdona (režie Marian Cholerek, 1984)
3. W Hiszpanii (režie Stanisław Dulz, 1985)
4. Wyścig renów (režie Marian Cholerek, 1986)
5. Pod kraterem (režie Romuald Kłys, 1986)

## Filmy
- Velké putování Bolka a Lolka, 1977, 101 minut – existuje také seriálová 15dílná verze (1978), v Česku známá pouze filmová verze
- Kawaler orderu uśmiechu, 1979, 15 minut – krátké pokračování (epilog) filmu Velké putování Bolka a Lolka, vytvořeno pro Mezinárodní den dětí
- Bolek a Lolek na Divokém západě, 1986, 70 minut – filmová verze stejnojmenného seriálu (1971–1972) doplněná o dotočené a přepracované scény a doplněno o hlasy, v Česku dříve známá jen filmová verze, později na DVD vyšla pouze seriálová verze
- Pohádky Bolka a Lolka, 1986, 64 minut – spojení epizod stejnojmenného seriálu (1970–1971)
- Bolek a Lolek na prázdninách, 1986, 64 minut – spojení epizod stejnojmenného seriálu (1965–1966)

### Edukační filmy s Bolkem a Lolkem
- Szerokiej drogi (1976)
- Gdy zapłonie choinka (1977)
- Wystarczy iskierka (1977)
- Zabawa z zapałkami (1977)
- Feralny dzień (1978)
- Jutro będzie lepiej (1978)
- Na strażackim poligonie (1978)
- Z ogniem nie ma żartów (1978)
- Na drodze (1980)

## Vydání na DVD
- Bolek a Lolek a jejich příběhy (2 DVD) – obsahuje všech 13 dílů seriálu Bolek a Lolek a 1 díl ze seriálu Bolek a Lolek vyrážejí do světa
- Bolek a Lolek na prázdninách (2 DVD) – obsahuje všech 13 dílů seriálu Bolek a Lolek na prázdninách a 1 díl ze seriálu Bolek a Lolek vyrážejí do světa
- Bolek a Lolek vyrážejí do světa (2 DVD) – obsahuje 14 z 18 dílů seriálu Bolek a Lolek vyrážejí do světa
- Pohádky Bolka a Lolka / Bolek a Lolek – Pohádky – obsahuje 9 z 13 dílů seriálu Pohádky Bolka a Lolka a 1 (již dříve vydaný) díl ze seriálu Bolek a Lolek
- Bolek a Lolek – Úžasná dobrodružství – obsahuje 6 dílů ze seriálu Příhody Bolka a Lolka
- Bolek a Lolek – U jezera – obsahuje 4 díly ze seriálu Příhody Bolka a Lolka a 2 (již dříve vydané) díly ze seriálu Pohádky Bolka a Lolka
- Bolek a Lolek / Bolek a Lolek a jejich nová dobrodružství – obsahuje 5 dílů ze seriálu Příhody Bolka a Lolka a 1 díl ze seriálu Pohádky Bolka a Lolka
- Bolek a Lolek na Divokém západě – obsahuje všech 7 dílů seriálu Bolek a Lolek na Divokém západě, 2 (již dříve vydané) díly ze seriálu Bolek a Lolek a 1 díl ze seriálu Bolek a Lolek vyrážejí do světa
- Bolek a Lolek si hrají – obsahuje všech 7 dílů seriálu Bolek a Lolek si hrají
- Velké putování Bolka a Lolka / Bolek a Lolek – Velké putování – obsahuje filmovou verzi příběhu Velké putování Bolka a Lolka
- Bolek a Lolek mezi horníky – obsahuje všech 7 dílů seriálu Bolek a Lolek mezi horníky